# Karlberg, Örebro

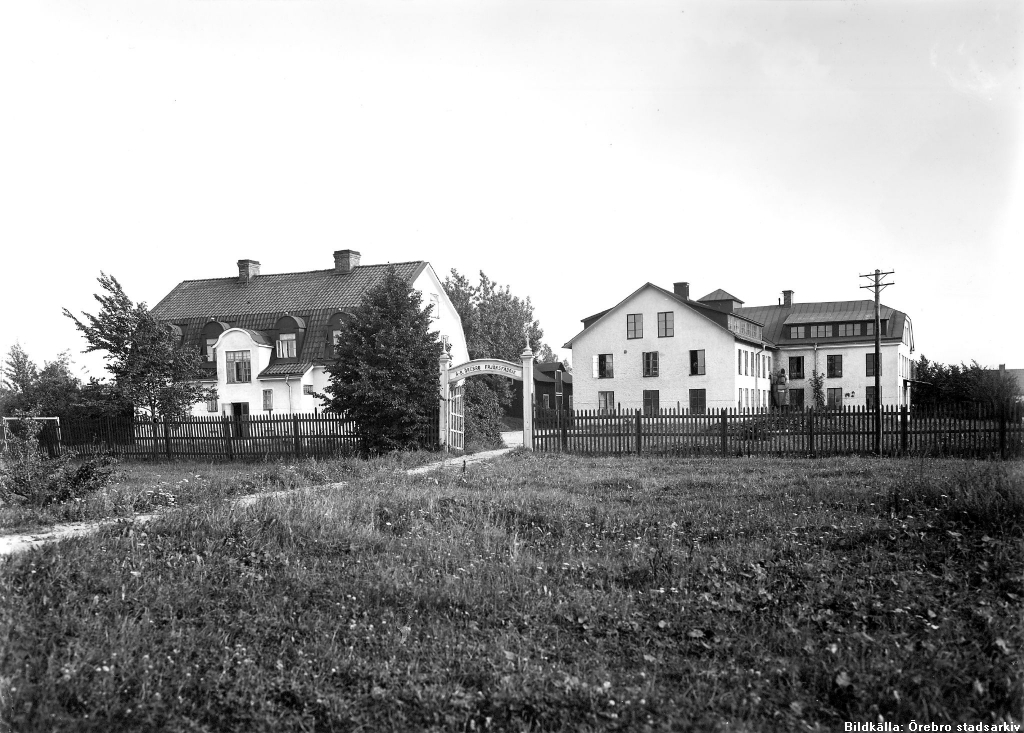
Fastigheten Karlberg på 1940-talet. Skylten "Örebro Fajansfabrik" sitter kvar över ingången, även om verksamheten var nedlagd sedan länge.

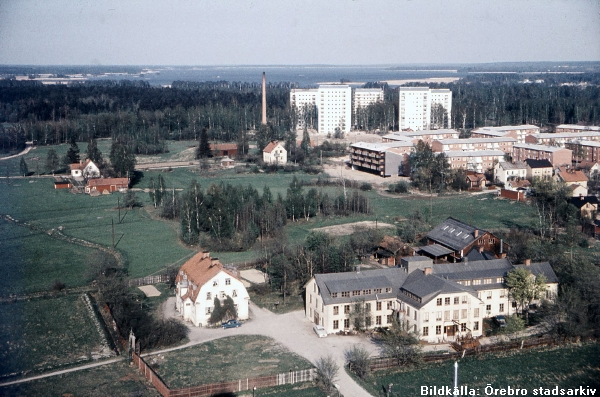
Karlberg med höghusen vid Majorsgatan och Hjälmaren i bakgrunden. Bilden är tagen i slutet av 1950-talet.

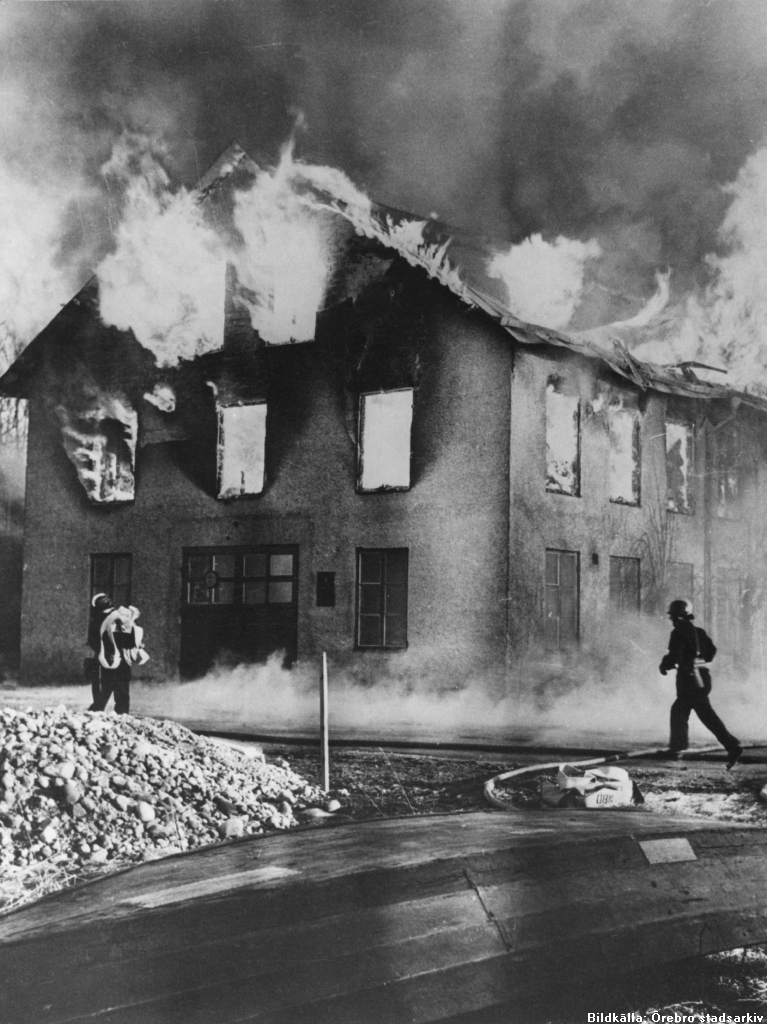
Fajansfabriken brinner den 13 mars 1959.

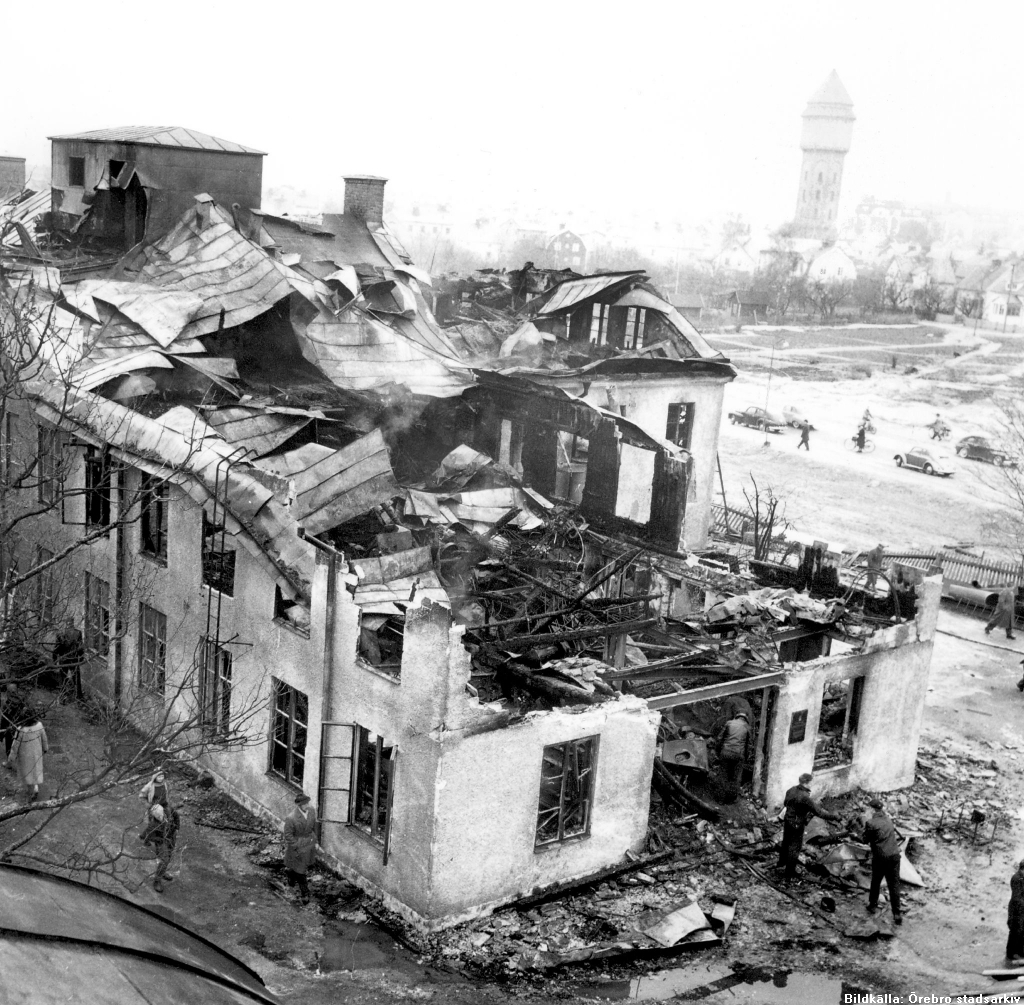
Örebro Fajansfabrik efter branden den 13 mars 1959. Norra vattentornet i bakgrunden.

Karlberg var en fastighet på Norr i Örebro. Den låg i hörnet av Längbrogatan och Rickardsbergsvägen. Karlberg inhyste från slutet av 1890-talet fram till slutet av 1927 lerindustri i olika former. 
På fastigheten fanns en fabriksbyggnad, en disponentbostad och några mindre byggnader. En brand inträffade i huvudbyggnaden den 13 mars 1959. Efter detta revs byggnaderna, och området blev en del av det nya Norrby.
Som ett minne av tillverkningsindustrin på Karlberg finns Krukmakaregatan, som ansluter till den f.d. fabrikstomten söderifrån.

## Företag som funnits i Karlbergs byggnader
- Karlbergs kakelfabrik, 1894-98
- Örebro Kakel och Stenkärlsfabrik, 1898-1901 (ägare bl.a. Nils Gabriel Djurklou)
- AB Svenska Kakelfabriken, 1901-19
- AB Lerindustri, 1919-25
- AB Opportunita, 1925-26
- AB Örebro Fajansfabrik, 1926-27